# Warhammer 40,000: Dawn of War - Dark Crusade
 (septembre 2018).
Si vous disposez d'ouvrages ou d'articles de référence ou si vous connaissez des sites web de qualité traitant du thème abordé ici, merci de compléter l'article en donnant les références utiles à sa vérifiabilité et en les liant à la section « Notes et références ».
Warhammer 40,000: Dawn of War - Dark Crusade est la seconde extension du jeu vidéo Dawn of War. Elle est sortie en octobre 2006 et offre deux nouvelles races jouables : les Nécrons, et l'Empire Tau, ainsi que de nouvelles unités pour les anciennes races. Contrairement à Winter Assault, Dark Crusade est un stand-alone et peut donc être installé et utilisé en multijoueur sans nécessiter le jeu original Dawn of War ni Winter Assault. Cependant un joueur ne disposant que de Dark Crusade ne pourra choisir qu'entre les deux nouvelles races pour le mode multijoueur (il pourra néanmoins affronter les anciennes).

## Campagne solo
Le but de la campagne solo est de conquérir une planète : Kronus. Elle est jouable avec n'importe laquelle des sept races.
Le monde de Kronus est divisé en territoires. Au début de la campagne, le joueur contrôle un seul territoire, tandis que les ordinateurs en occupent trois, voire quatre. Le but de la campagne est de conquérir chaque territoire qui apporte divers bonus au joueur. Il est d'ailleurs possible de personnaliser son général au fur et à mesure des victoires grâce à l'ajout de certaines pièces lui apportant un bonus au combat (les pièces s'ajoutent sur le personnage durant le jeu). Ainsi vous pouvez contrôler Eliphas l'héritier à la tête des Word Bearers (Chaos), le commandeur Shas'o Kais (pour l'Empire Tau), le gouverneur militaire Lukas Alexander (pour la Garde Impériale), le capitaine Thule de la 3e compagnie des Blood Ravens (pour les Space Marines), le grand prophète Eldrad Ulthran du vaisseau-monde Ulthwé (pour les Eldars), le Big Boss Gorgutz (pour les Orks) et enfin le seigneur du monde tombeau de Kronus (pour les Nécrons).

## Trame

### Synopsis
Kronus est une ancienne colonie de l'empire Tau. Mais le temps de la paix est désormais révolu. En effet, les combats se sont multipliés à la suite d'un assaut des forces du Chaos, une Waaagh! Ork et le réveil des Nécrons après un très long sommeil. l'empire Tau a envoyé des troupes pacifier la situation tandis que l'Imperium a tourné ses yeux vers cette planète. Il y a envoyé la garde impériale pour revendiquer ce monde et des Space Marine ont été envoyés pour purger la planète des Xénos (les non-humains) et protéger des reliques. Cependant, au vu de l'ampleur de l'infestation Xeno, le capitaine des Marines a décidé de purger la planète, se mettant ainsi en opposition avec la Garde Impériale. Qu'importe, les Marines les combattront comme n'importe qui d'autre.
Les Word Bearers (Chaos) ont été appelés par des hérétiques, et Éliphas veut obtenir les faveurs des dieux noirs en conquérant la planète.
Ulthran, du vaisseau monde Ulthwé, veut vaincre les Nécrons, et stopper leur génocide.

### Fin canonique
La particularité de la campagne fait que chaque race peut remporter la campagne, offrant à chaque fois un épilogue différent. Néanmoins, si l'on se base sur les opus suivants, il apparaît que la fin canonique de Dark Crusade est la victoire de la 3e compagnie des Blood Ravens du capitaine Davian Thule. Ce dernier réapparaît d'ailleurs dans Dawn of War 2 sous la forme de dreadnought avec des cicatrices qu'il a hérité du combat avec le seigneur Nécron de Kronus. Tarkus a aussi reçu les Honneurs du Terminator pour sa lutte contre les Nécrons et les Tau durant Dark Crusade. La cinématique de victoire des Blood Raven révèlent que ceux-ci entrèrent dans une période noire de leur histoire après cet événement, sous la forme d'un procès mené par l'Inquisition concernant leur zèle lors de leur lutte contre la Garde Impériale. Il est d'ailleurs révélé, lorsque le joueur bat les Spaces Marines aux commandes de la Garde Impériale que celle-ci découvre des documents sur l'histoire des Blood Ravens qui ne coïncident pas avec leur histoire officielle connue par l'Imperium, menant à une enquête de l'Inquisition.

## Nouveautés
Les unités peuvent attaquer en étant invisibles et certaines escouades restent invisibles en permanence
Les armées ont eu des modifications. Par exemple les terminators sont limités à une escouade pour chaque type (donc un total de deux). Même chose pour les Obliterators du Chaos, les Ogryns et les Karskins de la garde impériale, etc.
Les nouvelles armées de la campagne Dark Crusade sont les Nécron et les Tau.
Les Nécrons sont des machines aux ordres des C'tan (Dieux des étoiles).
Les Tau sont une jeune race toute inféodée à la caste des Tau éthérés et du Bien Suprême. Leur empire est en pleine extension mais il est très jeune (6000 ans). C'est une race très axée sur la technologie, alignant des exosquelettes de combat aux airs de Goldorak (cette race est fortement inspirée du Japon). Les tanks Tau sont, avec ceux de la Garde impériale, les plus destructeurs du jeu, mais ils disposent aussi, comme les Eldars, de capacités d'infiltration et d'une vitesse importante (tous les véhicules Tau sont sur antigrav).
Les Tau permettent différentes techniques de jeu. En effet, dès le début, les Tau peuvent construire des guerriers de feu, spécialisés dans le tir, ou des kroots, spécialisés dans le corps à corps. Il est possible de cumuler les deux mais vers la fin, le joueur doit choisir entre deux bâtiments choix définitif pour la partie. Le joueur peut donc soit construire le PC de Mont'ka (en langage Tau : coup mortel) qui permet la construction d'un autre char, le Hammerhead, spécialiste de la destruction de véhicules et bâtiments mais moins résistant que les autres véhicules et d'exo-armures puissantes, les XV8 Crisis, soit  le PC de Kauyon (en langage Tau : chasseur patient) permettant de faire des chiens Kroots, des Krootox qui sont considérés comme des véhicules, et le Grand Knarloc. Le commandeur tau, également appelé Shas'o'kai, spécialisé dans le tir, peut être amélioré en cours de partie par l'achat de nouvelles armes comme le fuseur, le lance-missiles, le lance-flammes et le fusil à plasma. Il est très puissant en termes de tir mais possède beaucoup moins de points de vie que les commandants des autres races.

## Équilibrage
Avec seulement deux patchs depuis la sortie dont un était un simple ajout de sous-titres, on peut noter un suivis assez médiocre de la part de Relic. La plupart du temps le jeu en multijoueur offre des chances inégales aux joueurs, en effet, l'équilibrage des races est plus que hasardeux. Des camps sont surpuissants comme les Nécrons, les Orks ou les Spaces marines du Chaos. Tandis que d'autres souffrent de faiblesses chroniques comme la Garde Impériale et les Tau. Le problème était également présent sur Dawn of War: Winter Assault, et le forum de Relic News, est rempli de demandes de patchs et de sujets contestant l'équilibrage du jeu.
Le problème se situe bien au niveau de Relic, car les développeurs se basent, pour les équilibrages (quand ils en font), sur les discussions ayant lieu sur leur forum officiel où chaque joueur défend la race qu'il joue principalement. C'est une sorte de lobbying.
Dawn of war premier du nom était destiné à un très grand succès... Le jeu faisait même partie des jeux officiels au World Cyber Games. Mais le manque de suivis en multijoueur et le manque d'équilibrage ont fait en sorte que les serveurs de jeu hébergés par GameSpy ne sont jamais vraiment fréquentés. (200/300 personnes maximum essentiellement concentrées sur Cadian Gate)
D'ailleurs ceci n'empêche pas le serveur de souffrir de problèmes de lag et de pertes de connexion récurrentes.
Pour résoudre ce problème, comme pour Winter assault, l'équipe dowpro se charge de créer un mod rééquilibrant le jeu et offrant ainsi son plein potentiel en multijoueur à la communauté et dispose aussi d'un nombre important de replay commenté sur YouTube et DowSanctuary.

## Accueil
| Dawn of War: Dark Crusade |      |       |
| Média                     | Pays | Notes |
| GameSpot                  | US   | 88 %  |
| Jeuxvideo.com             | FR   | 15/20 |
| Joystick                  | FR   | 8/10  |